# Дарливое
Дарливое (бел. Дарлівае) — деревня в Кричевском районе Могилёвской области Белоруссии. Входит в состав Бельского сельсовета.

## География
Деревня находится в северо-восточной части Могилёвской области, в пределах Оршанско-Могилёвской равнины, на левом берегу реки Добрости, к югу от железнодорожной линии Могилёв — Рославль, на расстоянии примерно 5 километров (по прямой) к западу-северо-западу (WNW) от Кричева, административного центра района. Абсолютная высота — 176 метров над уровнем моря.
Климат деревни характеризуется как влажный континентальный (Dfb в классификации климатов Кёппена).

## История
В конце XVIII века деревня входила в состав Мстиславского воеводства Великого княжества Литовского.
Согласно «Списку населённых мест Могилёвской губернии» 1910 года издания населённый пункт входил в состав Кричевской волости Чериковского уезда Могилёвской губернии. В Дарливом имелось 17 дворов и проживало 130 человек (73 мужчины и 57 женщин).
До 23 ноября 2013 года входила в состав Костюшковичского сельсовета.
27 сентября 2024 года Лобковичский сельсовет Кричевского района Могилёвской области переименован в сельсовет «Бельскі» (на русском языке – «Бельский»).

## Население

### Численность
- 2009 год — 30 жителей

### Динамика
- 2009 год — 30 жителей